# Pacific Palisades (film)
Pacific Palisades - film fabularny produkcji francusko-amerykańskiej z 1990 roku w reżyserii Bernarda Schmitta.

## Obsada
- Sophie Marceau - Bernardette
- Adam Coleman Howard - Ben
- Anne E. Curry - Liza
- Toni Basil - Désirée
- Virginia Capers - Shirley